# 塔爾博特縣 (馬里蘭州)
塔爾博特县（英語：Talbot County）是美国马里兰州中北部的一個縣，位居首都華盛頓特區與巴爾的摩之間。面積1,235平方公里。根據2020年美國人口普查，共有人口37,526人。縣治伊斯頓（Easton）。
最早的文獻紀錄始於1661年2月12日，縣名紀念馬里蘭殖民地首任總督第二代巴尔的摩男爵塞西尔·卡尔弗特的姐妹葛蕾絲·塔爾博特。